# إدموند نيويل
إدموند نيويل (بالإنجليزية: Edmund Newell) هو لاعب سيرك ‏ أمريكي، ولد في 27 يوليو 1857 في شيكاغو في الولايات المتحدة، وتوفي في 23 ديسمبر 1915 في لندن في المملكة المتحدة.